# Вила Ил Пођо (Пиза)
Вила Ил Пођо је насеље у Италији у округу Пиза, региону Тоскана.
Према процени из 2011. у насељу је живело 23 становника. Насеље се налази на надморској висини од 32 м.